# Хелениус, Эстер
Эстер Хелениус (фин. Ester Helenius; 16 мая 1875, Лапинъярви, Уусимаа, Великое княжество Финляндское, Российская империя — 12 октября 1955, Хельсинки, Финляндия) — финская художница. Лауреат высшей государственной награды Финляндии для деятелей искусств Pro Finlandia (1947).

## Биография
Родилась в семье пастора. Окончила Шведскую женскую гимназию (ныне в Выборге). В 1892—1998 годах обучалась в рисовальной школе Финского художественного общества, где в числе её педагогов была Хелена Шерфбек.
Впервые свои работ выставила на выставке финских художников в 1896 году. С 1890-х годов экспонировалась на выставках финских художников. В 1938 году у Э. Хелениус состоялась персональная выставка в Галерее Баррейро в Париже.
В 1899—1900 годах совершила учебную поездку в Париж и Италию, некоторое время училась в Париже у Эжена Каррьера. Позже, в 1920-х — 1930-х годах несколько раз посещала французскую столицу, слушала лекции в Гранд-Шомьер и Академии Коларосси. Побывала в Испании.
С 1936 по 1937 год работала учителем рисования в Бесплатной профессиональной художественной школе в Хельсинки.

## Творчество
В 1910-х годах Э. Хелениус, будучи в Париже, познакомилась с импрессионизмом, к которому часто возвращалась в последующие десятилетия. В Финляндии находилась под влиянием полотен Магнуса Энкеля.

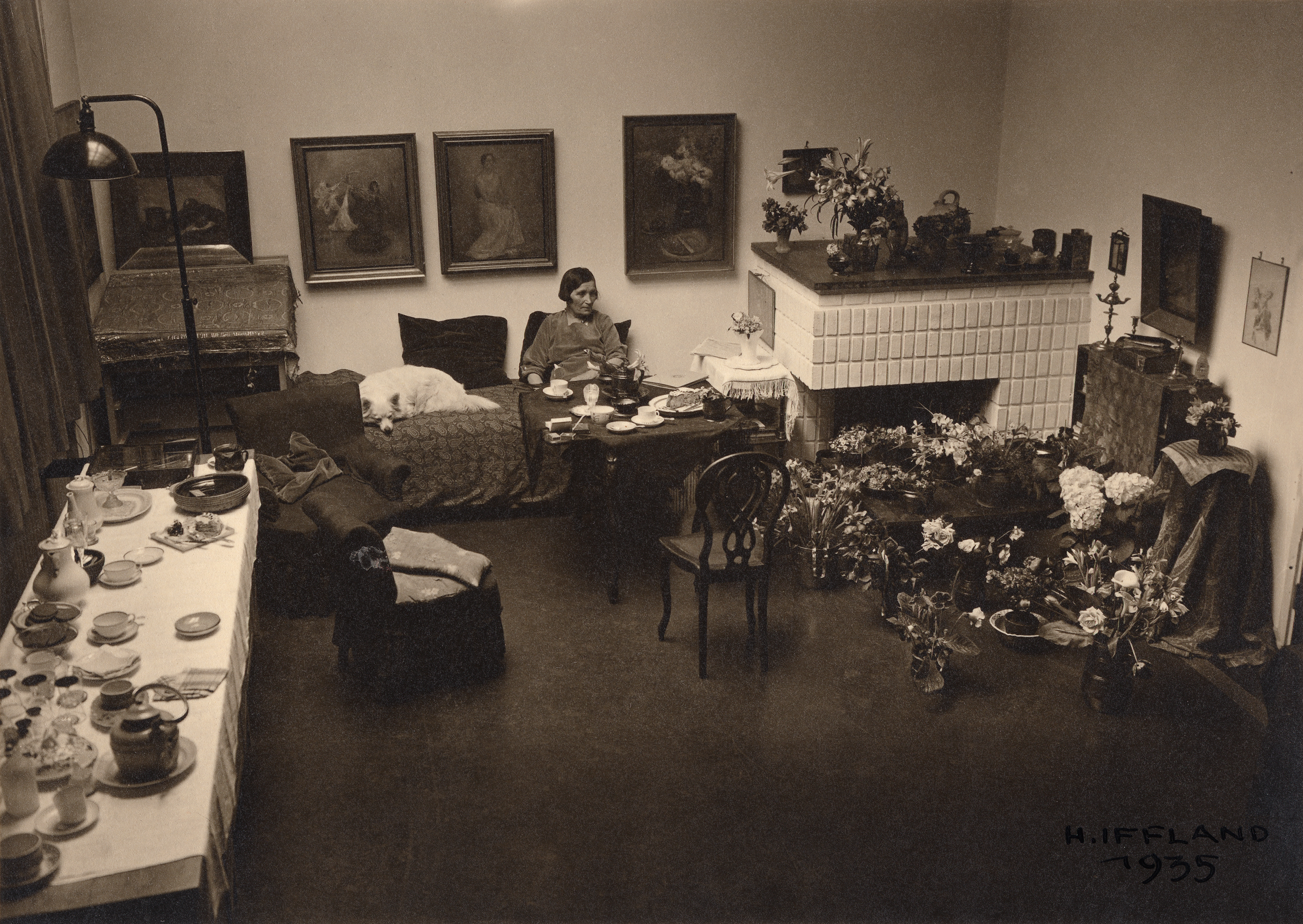
Э. Хелениус в своём доме. 1935

В начале творчества писала портреты. В Париже создала картины с обилием красочных парков и видов на город. В 1920-х годах темами её работ были танцевальные и цветочные мотивы, арлекины, интерьеры готических церквей, ангелы и др. Позже, на первый план в картинах Э. Хелениус выходит тяга к таинственному, мистические темы, так как она интересовалась теософией.
Известная художница-колористка, писавшая реалистичные народные мотивы в богатой цветовой гамме.
Э. Хелениус завещала всё своё состояние Художественному музею Хямеэнлинны.
Похоронена на кладбище Хиетаниеми в Хельсинки.